# 傷ついた男
『傷ついた男』（きずついたおとこ、L'Homme blessé）は、1983年のフランスのドラマ映画。監督はパトリス・シェロー、出演はジャン＝ユーグ・アングラードとヴィットリオ・メッゾジョルノなど。日本では1993年に公開されている。第36回カンヌ国際映画祭出品作。
当初はジャン・ジュネの『泥棒日記』の映画化をするつもりでいたパトリス・シェローが権利等の問題で断念せざるを得なくなり、小説『ぼくの命を救ってくれなかった友へ』で知られ、1991年にエイズで死去した作家で写真家のエルヴェ・ギベールと共同で脚本を執筆し、監督した作品である。
ゲイの世界に身を投じる事になる主人公の青年に、当時はまだ無名に近かった若かりし頃のジャン＝ユーグ・アングラード。共演は『季節のはざまで』のヴィットリオ・メッゾジョルノ（但し、フランス語の吹き替えはジェラール・ドパルデューが担当）。他共演はドニ・ラヴァンが端役で出演している。製作はクロード・ベリ。

## ストーリー
家族と駅まで妹を見送りに行った18歳のアンリは、ボスマンという太った中年男に付け回され、逃げ込んだ駅のトイレで暴力的な警官ジャンに出会い、やがて彼に惹かれていく。だが、ジャンという男はエリザベートという女（愛人）が居ながらもボスマンの愛人でもあった。そんな彼との出会いで、やがてアンリも無軌道なゲイの世界に巻き込まれ、身を汚していく。

## キャスト
- アンリ: ジャン＝ユーグ・アングラード
- ジャン: ヴィットリオ・メッゾジョルノ（イタリア語版）
- ボスマン: ローラン・ベルタン（フランス語版）
- エリザベート: リサ・クロイツァー